# Nereidavus kulkovi
Nereidavus kulkovi is een uitgestorven borstelworm waarvan de positie binnen die groep onduidelijk is.
De wetenschappelijke naam van de soort werd in 1973 gepubliceerd door Kul'kov.